# Jindřiška
Jindřiška (také zkráceně Jindra) je ženské křestní jméno německého původu. Jedná se o ženský protějšek mužského jména Jindřich.
V českém občanském kalendáři má svátek 4. září.

## Domácí podoby
Jindulka, Jindý, Jindří, Jindra, Jindule, Iška

## Statistické údaje
Následující tabulka uvádí četnost jména v ČR a pořadí mezi ženskými jmény ve srovnání různých let, lze z ní tedy vysledovat trend v užívání tohoto jména:
| Rok  | Četnost | Pořadí |
| 1999 | 18 669  | 72.    |
| 2002 | 18 178  | 73.    |
| 2010 | 15 921  |        |
| 2013 | 14 690  |        |
| 2016 | 13 841  | 80.    |

## Cizojazyčné varianty jména

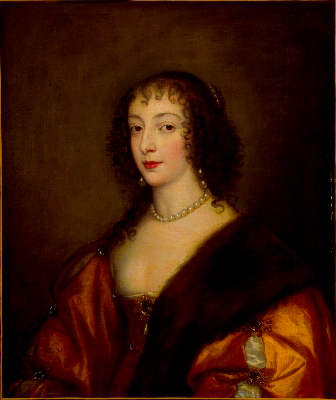
Henrietta Marie Bourbonská, královna anglická

- slovensky: Henrieta
- polsky: Henryka
- anglicky: Henrietta, Harriet
- německy: Henrike
- japonsky: ヘンリエッタ
- hebrejsky: הנרייטה
- ukrajinsky: Генрієтта
- korejsky: 헨리에타
- francouzsky: 'Henriette
- řecky: Ενριέτα

## Známé nositelky jména
- Jindřiška Bláhová – filmová historička a novinářka
- Jindřiška Smetanová – česká spisovatelka a novinářka
- Jindra Kramperová – česká krasobruslařka
- Jindra Nečasová – česká skladatelka

## Nositelky Henriety, Harriet
- Harriet Anderssonová – švédská herečka
- Henriette Avramová – americká programátorka
- Harriet Backerová – norská malířka
- Harriet Beecher Stoweová – americká abolicionistka a autorka
- Henrietta Marie Bourbonská – anglická královna
- Harriet Brims – australská fotografka
- Henriette Confurius – německá herečka
- Harriet Dartová – britská tenistka
- Harriet Dyer – australská herečka
- Henrieta Farkašová – slovenská sjezdová lyžařka
- Harriet Harmanová – britská politička za Labouristickou stranu
- Harriet Chalmers Adamsová – americká badatelka, spisovatelka a fotografka
- Henrieta Klčovská – slovenská politička
- Harriet Martineauová – britská spisovatelka a politická ekonomka
- Henrieta Nagyová – slovenská tenistka
- Henrietta Shore – kanadská malířka
- Harriet Taylor Mill – britská filosofka
- Harriet Van Horne – americká filmová kritička
- Harriet A. Washingtonová – americká spisovatelka